# John Swartzwelder
John Swartzwelder, né le 8 février 1949 à Seattle, est un écrivain, scénariste et producteur américain, principalement connu pour son travail sur la série animée de télévision Les Simpson. En ayant écrit le scénario de 59 épisodes entre la première saison et la quinzième saison, il détient le record du nombre d'épisodes écrits pour Les Simpson. Il est aussi l'auteur de plusieurs romans.

## Biographie

### Publicité
Avant de travailler pour les Simpson, Swartzwelder travaille pour les agences de publicité Hurvis, Binzer & Churchill puis Van Brunt & Co. à Chicago. Après la faillite de ces agences, il soumet sa candidature en 1983 à l'émission Late Night with David Letterman où il est repéré par Jim Downey mais pas recruté. Il s'installe à Houston et poursuite sa carrière dans la publicité.

### Saturday Night Live
En 1985, Downey le retrouve et lui fait soumettre sa candidature, avec succès, à l'équipe d'écrivains de Saturday Night Live (SNL). Il rejoint l'émission pendant la saison 1985-86. Il écrit les sketchs Time Machine Trivia Game, Line of Death, Guys Behind Bars et Those Unlucky Andersons.
Il n'est pas reconduit pour les saisons suivantes de SNL et s'installe à Los Angeles. Il écrit pour l'émission Nightlife de David Brenner, et un peu pour les séries The Dictator, Women in Prison et Mr. President. George Meyer lance l'éphémère magazine indépendant d'humour Army Man et Swartzelder y contribue.

### Les Simpson
En contribuant à Army Man, Swartzelder rencontre Sam Simon et Matt Groening qui le sollicitent à plusieurs reprises pour écrire des épisodes des Simpson, le premier d'entre eux étant Terreur à la récré. Il crée des personnages tels que Gros Tony. Il écrit la blague devenue classique aux États-Unis « vous pouvez parler plus haut (fort), je n'ai qu'une serviette (sur moi) », d'Homer trinquant tout en affirmant que l'alcool est « la cause de - et la solution à - tous les problèmes de la vie », et prétend avoir popularisé l'expression yiddish « meh » (expression de désintérêt) en l'ayant placée dans plusieurs épisodes différents.
La seizième saison des Simpson était la première pour laquelle Swartzwelder n'a pas écrit, mais il a cependant travaillé sur le film Les Simpson, le film.
Il est parfois l'inspiration de personnages qui aparaissent rapidement dans Les Simpson (Ex patient dans un hôpital psychiatrique), et commente seulement un épisode en DVD, Le Papa flingueur.
Après Les Simpson, il écrit le script d'une nouvelle série, Pistol Pete, et produit son pilote, mais l'aventure ne va pas plus loin,.

### Écrivain
En 2004, après une coupure courte avec des manuscrits d'écriture, il a écrit son premier roman, tenant le premier rôle, le détective privé Frank Burly. Un nouveau livre de la série a suivi chaque année.
Passionné d'histoire, son style mélange souvent des éléments historiques de manière incongrue mais humoristique. Il se dit inspiré par l'humour des journalistes fondateurs du New Yorker et de Steve Allen. Dan Greaney décrit son style comme possédant « une imagination double-borgésienne, et une facilité de lecture digne d'un roman de gare ».

## Personnalité
John Swartzwelder a toujours maintenu un profil bas et une vie en dehors des médias. Lors de ses années dans la publicité à Chicago, il refuse un poste à Leo Burnett car on ne lui offre pas son propre bureau.
Après la saison 5 des Simpson, on accorde à Swartzwelder une dispense spéciale qui lui permet de ne plus assister aux sessions de réécriture avec le reste du personnel. Au lieu de cela, il lui suffit d'envoyer ses ébauches depuis chez lui. C'était un résultat direct du conflit venant du tabagisme avide de Swartzwelder avec une politique nouvellement mise en application interdisant le tabagisme dans la salle d'écriture. Swartzelder discrédite cependant cette rumeur, affirmant avoir simplement renégocié son contrat pour travailler à domicile. Selon des commentaires des DVD, il avait l'habitude de travailler dans un café-restaurant, mais quand la Californie a instauré une loi anti-tabac, Swartzwelder a acheté une cabine de voiture-restaurant et l'a installée dans sa maison, lui permettant de continuer à fumer et écrire en paix. Il prétend également être le propriétaire de la première balle de baseball jamais conçue.
Son identité a été fortement discutée parmi les fans des Simpson sur internet : bien qu'étant un auteur très productif des épisodes des Simpson, il n'est jamais apparu sur aucun commentaire des DVD (sauf pour les commentaires de Le Papa flingueur), contrairement aux autres auteurs. Il est également un libertarien ainsi qu'un défenseur du droit de port d'armes. Selon Mike Scully, l'épisode Le Papa flingueur, qui dépicte un Homer irresponsable avec son arme, fait justement la promotion du droit au port d'armes responsable. Il aurait inspiré le personnage fictif de Ron Swanson (joué par Nick Offerman) dans la série Parks and Recreation.

## Filmographie

### Scénariste

#### PourLes Simpson
| Année | Titre                                                          | Titre original                                          | Saison | Épisode | Réalisateur            |
| ----- | -------------------------------------------------------------- | ------------------------------------------------------- | ------ | ------- | ---------------------- |
| 1990  | Terreur à la récré                                             | Bart the General                                        | 1      | 5       | David Silverman        |
| 1990  | L'Abominable Homme des bois                                    | The Call of the Simpsons                                | 1      | 7       | Wes Archer             |
| 1990  | Marge perd la boule                                            | Life on the Fast Lane                                   | 1      | 9       | David Silverman        |
| 1990  | L'Espion qui venait de chez moi                                | The Crepes of Wrath                                     | 1      | 11      | Wes Archer Milton Gray |
| 1990  | Simpson Horror Show - La Maison du mauvais rêve                | Treehouse of Horror - Bad Dream House                   | 2      | 3       | Wes Archer             |
| 1990  | Sous le signe du poisson                                       | Two Cars in Every Garage and Three Eyes on Every Fish   | 2      | 4       | Wes Archer             |
| 1990  | Tous à la manif                                                | Itchy & Scratchy & Marge                                | 2      | 9       | Jim Reardon            |
| 1991  | Toute la vérité, rien que la vérité                            | Bart Gets Hit by a Car                                  | 2      | 10      | Mark Kirkland          |
| 1991  | La Guerre des Simpson                                          | The War of the Simpsons                                 | 2      | 20      | Mark Kirkland          |
| 1991  | Le Petit Parrain                                               | Bart the Murderer                                       | 3      | 4       | Rich Moore             |
| 1991  | Simpson Horror Show II - Bart le monstre                       | Treehouse of Horror II - The Bart Zone                  | 3      | 7       | Jim Reardon            |
| 1992  | Homer la foudre                                                | Homer at the Bat                                        | 3      | 17      | Jim Reardon            |
| 1992  | Chienne de vie                                                 | Dog of Death                                            | 3      | 19      | Jim Reardon            |
| 1992  | Le Retour du frère prodigue                                    | Brother, Can You Spare Two Dimes?                       | 3      | 24      | Rich Moore             |
| 1992  | Itchy et Scratchy, le film                                     | Itchy & Scrathy: The Movie                              | 4      | 6       | Rich Moore             |
| 1993  | Le Jour de la raclée                                           | Whacking Day                                            | 4      | 20      | Jeffrey Lynch          |
| 1993  | Krusty, le retour                                              | Krusty Gets Kancelled                                   | 4      | 22      | David Silverman        |
| 1993  | Rosebud                                                        | Rosebud                                                 | 5      | 4       | Wes Archer             |
| 1994  | Erreur sur la ville                                            | Homer the Vigilante                                     | 5      | 11      | Jim Reardon            |
| 1994  | Bart devient célèbre                                           | Bart Gets Famous                                        | 5      | 12      | Susie Dietter          |
| 1994  | Mon pote l'éléphant                                            | Bart Gets an Elephant                                   | 5      | 17      | Jim Reardon            |
| 1994  | Le Garçon qui en savait trop                                   | The Boy Who Knew Too Much                               | 5      | 20      | Jeffrey Lynch          |
| 1994  | Itchy et Scratchy Land                                         | Itchy & Scratchy Land                                   | 6      | 4       | Wes Archer             |
| 1995  | Homer le grand                                                 | Homer the Great                                         | 6      | 12      | Jim Reardon            |
| 1995  | La Comète de Bart                                              | Bart's Comet                                            | 6      | 14      | Bob Anderson           |
| 1995  | Homer le clown                                                 | Homie the Clown                                         | 6      | 15      | David Silverman        |
| 1995  | Radioactive Man                                                | Radioactive Man                                         | 7      | 2       | Susie Dietter          |
| 1995  | Simpson Horror Show VI - L'attaque des « gâche la vue » géants | Treehouse of Horror VI - Attack of the 50-Foot Eyesores | 7      | 6       | Bob Anderson           |
| 1996  | Krusty « le retour »                                           | Bart the Fink                                           | 7      | 15      | Jim Reardon            |
| 1996  | Homer fait son Smithers                                        | Homer the Smithers                                      | 7      | 17      | Steven Dean Moore      |
| 1996  | Le Jour où la violence s'est éteinte                           | The Day the Violence Died                               | 7      | 18      | Wes Archer             |
| 1996  | Un monde trop parfait                                          | You Only Move Twice                                     | 8      | 2       | Mike B. Anderson       |
| 1997  | La Montagne en folie                                           | Moutain of Madness                                      | 8      | 12      | Mark Kirkland          |
| 1997  | Homer, le baron de la bière                                    | Homer vs. the Eighteenth Amendment                      | 8      | 18      | Bob Anderson           |
| 1997  | Le Vieil Homme et Lisa                                         | The Old Man and the Lisa                                | 8      | 21      | Mark Kirkland          |
| 1997  | L'Ennemi d'Homer                                               | Homer's Enemy                                           | 8      | 23      | Jim Reardon            |
| 1997  | Le Papa flingueur                                              | The Cartridge Family                                    | 9      | 5       | Pete Michels           |
| 1998  | Un drôle de manège                                             | Bart Carny                                              | 9      | 12      | Mark Kirkland          |
| 1998  | L'Abominable Homer des neiges                                  | King of the Hill                                        | 9      | 23      | Steven Dean Moore      |
| 1998  | La Dernière Invention d'Homer                                  | The Wizard of Evergreen Terrace                         | 10     | 2       | Mark Kirkland          |
| 1998  | Touche pas à mon rein                                          | Homer Simpson in: "Kidney Trouble"                      | 10     | 8       | Mike B. Anderson       |
| 1999  | Max Simpson                                                    | Homer to the Max                                        | 10     | 13      | Pete Michels           |
| 1999  | Beau comme un camion                                           | Maximum Homerdrive                                      | 10     | 17      | Swinton O. Scott III   |
| 1999  | L'amour ne s'achète pas                                        | Monty Can't Buy Me Love                                 | 10     | 21      | Mark Ervin             |
| 1999  | Homer et sa bande                                              | Take My Wife, Sleaze                                    | 11     | 8       | Neil Affleck           |
| 2000  | La Grande Vie                                                  | The Mansion Family                                      | 11     | 12      | Michael Polcino        |
| 2000  | Folie homérique                                                | Kill the Alligator and Run                              | 11     | 19      | Jen Kamerman           |
| 2000  | La Bataille des deux Springfield                               | A Tale of Two Springfields                              | 12     | 2       | Shaun Cashman          |
| 2000  | Le Site inter (pas) net d'Homer                                | The Computer Wore Menace Shoes                          | 12     | 6       | Mark Kirkland          |
| 2001  | Homer fait la grève de la faim                                 | Hungry, Hungry Homer                                    | 12     | 15      | Nancy Kruse            |
| 2001  | Le Safari des Simpson                                          | Simpson Safari                                          | 12     | 17      | Mark Kirkland          |
| 2001  | Aphrodite Burns                                                | A Hunka Hunka Burns in Love                             | 13     | 4       | Lance Kramer           |
| 2002  | Adieu cow-boy                                                  | The Lastest Gun in the West                             | 13     | 12      | Bob Anderson           |
| 2002  | Papa furax                                                     | I Am Furious (Yellow)                                   | 13     | 18      | Chuck Sheetz           |
| 2002  | Apu puni                                                       | The Sweetest Apu                                        | 13     | 19      | Matthew Nastuk         |
| 2002  | Une chaise pour deux                                           | The Frying Game                                         | 13     | 21      | Michael Polcino        |
| 2003  | Le Député Krusty                                               | Mr. Spritz Goes to Washington                           | 14     | 14      | Lance Kramer           |
| 2003  | Simpson Horror Show XIV                                        | Treehouse of Horror XIV                                 | 15     | 1       | Steven Dean Moore      |
| 2003  | Homer rentre dans la reine                                     | The Regina Monologues                                   | 15     | 4       | Mark Kirkland          |

#### Autres
- 1985-1986 : Saturday Night Live (18 épisodes)
- 2007 : Les Simpson, le film[13]

### Producteur
- 1991-1994 : Les Simpson (70 épisodes)

### Consultant
- 1990-2003 : Les Simpson (233 épisodes)